# Sonadia Island
Sonadia Island är en ö i Bangladesh.   Den ligger i provinsen Chittagong, i den sydöstra delen av landet, 290 km sydost om huvudstaden Dhaka. Arean är 9,0 kvadratkilometer.